# Johan Ullman

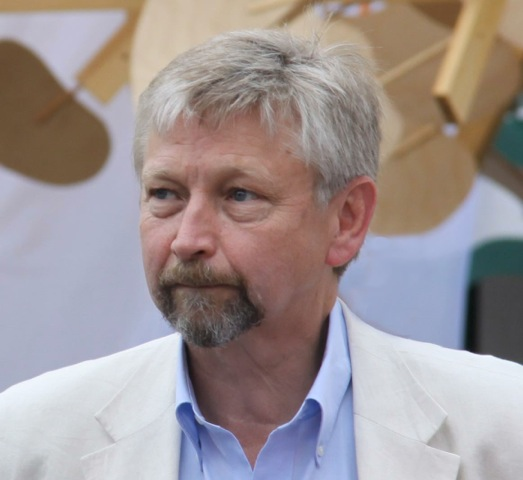
Johan Ullman

Johan Ullman, född 14 mars 1953 i Hallstavik (Häverö församling), är en svensk läkare och uppfinnare. 
Ullman är son till civilingenjör Uddo Ullman (1917–2012) och Barbro Stenkula (1926–2013). Ullman, som är uppvuxen i Falun, avlade läkarexamen vid Göteborgs universitet och blev specialist i anestesi efter studier vid Universitetssjukhuset i Linköping. Han har gjort ett stort antal uppfinningar, främst inom ergonomi, skadeprevention, medicinteknik, arbetsmiljöteknik, miljöteknik och IT.
På Yrkesortopeden vid Sahlgrenska Universitetssjukhuset började Ullman 1996 att utveckla och validera en metod för mätning av humanexponering för stötar ombord på högfartsbåtar. Metoden används idag internationellt. Detta projekt avbröts då den "riskerade att leda till kommersiella resultat", sedan den visat att stötexponeringen kunde reduceras med ny teknik som Ullman hade utvecklat. US Navy, SOCOM och NAVSEA bjöd då in honom att fortsätta forska i USA.
Han är 2013 ansvarig för ergonomi samt skador och skadeprevention inom HSBO Pro, en internationell sammanslutning av experter på utformning och användning av högfartsbåtar.

## Uppfinningar
Några exempel på uppfinningar inom IT och telecom är:
- Handsfreeheadset för mobiltelefoner[8], både trådansluten och trådlös.[9] Detta trådlösa headset, utvecklat hos Ericsson Mobile labb i Lund, födde Bluetoothteknologin genom två patent som presenterades 1989, SE 8902098-6 och 1992, SE 9202239.

- Keylock-funktionen för mobiltelefoner och Delay-funktionen där man måste hålla in on/off knappen i en sekund för att aktivera, finns idag på nästan alla världens mobiltelefoner och datorer. Båda skapades av Ullman för att förhindra oavsiktlig aktivering.
- Polyfoniska ringsignaler utvecklades först för att äldre med nedsatt hörsel skulle kunna höra några av frekvenserna.

Andra exempel på idéer som utmanat standarder och traditioner är följande:
- UllmanStolen, en typ av arbetsstolar som möjliggör variation mellan alla de arbetsställningar som människor spontant söker som mest bekväma[10].
- UllmanKeyboard, ett delat tangentbordet för datorer[11], ingick i den permanenta utställningen på Design Museum i London i mer än 10 år.
- Ullman Steering system, ett styrsystem med motorcykelstyre som ger förbättrad manövrering och kontroll av högfartsbåtar. Detta är sedan 15 år standard i både Kustbevakningens[12] och SSRS:s[13] 8-9m båtar.
- Ullman Suspension Seats stötdämpande säten utvecklade speciellt för högfartsbåtar grundat på den medicinska forskningen. Ullman Seats exporteras idag till mer än 60 länder och är standard i svenska Kustbevakningen och Sjöräddningssällskapet samt de i flesta Natoländer.
- Evakueringssystem för narkosgaser. Fuktvärmeväxlare med hostventil för spontanandande patienter, Snowboardhandskar[14]
- Skidhandskar[15], Räddningsfendrar och rullbar räddningsbår för helikopter är ytterligare exempel på produkter som kommit i marknaden.
- UllmanMouse, skapades för att lösa problemet med musarm. Den gör att samma finmotoriska muskelgrupper och rörelsemönster används som när man arbetar med en penna. Därför minskar den  statiska belastningen på de utsatta musklerna.[16][17][18] Uppfinningen lanserades 2002 av Ullman Technology AB. 2003 togs bolaget togs över av Gylling Invest AB och bytte namn till Penclic AB. Produktnamnet ändrades till Penclic Mouse.

Övertagandet av bolaget och produkten har uppmärksammats i bl.a. Uppdrag Granskningoch Magasinet Filter. Fallet har även uppmärksammats i riksdagsmotioner, samt akademiska uppsatser